# Thelyconychia solivaga
Thelyconychia solivaga är en tvåvingeart som först beskrevs av Camillo Rondani 1861.  Thelyconychia solivaga ingår i släktet Thelyconychia och familjen parasitflugor. Inga underarter finns listade i Catalogue of Life.